# Inmigración alemana en Chile
La inmigración alemana en Chile tuvo lugar principalmente en el siglo XIX por parte de inmigrantes alemanes y austrohúngaros que se establecieron en ese país como colonos. Gracias a la ley de inmigración selectiva, promulgada en 1845, más de 6000 familias provenientes de estados pertenecientes a la entonces llamada Confederación Germánica —Alemania empezó a existir como país en 1871 y el Imperio austrohúngaro en 1867— se instalaron en Chile; provenientes de la Federación Alemana que se asentaron en zonas de Valdivia y Osorno, mientras que los austrohúngaros se asentaron en Llanquihue, en el sur del país (totalizando 30 000 colonos entre alemanes y austrohúngaros). De acuerdo al censo de 2002, la población de inmigrantes alemanes entonces era de 5906 personas.

## Historia

### Antecedentes

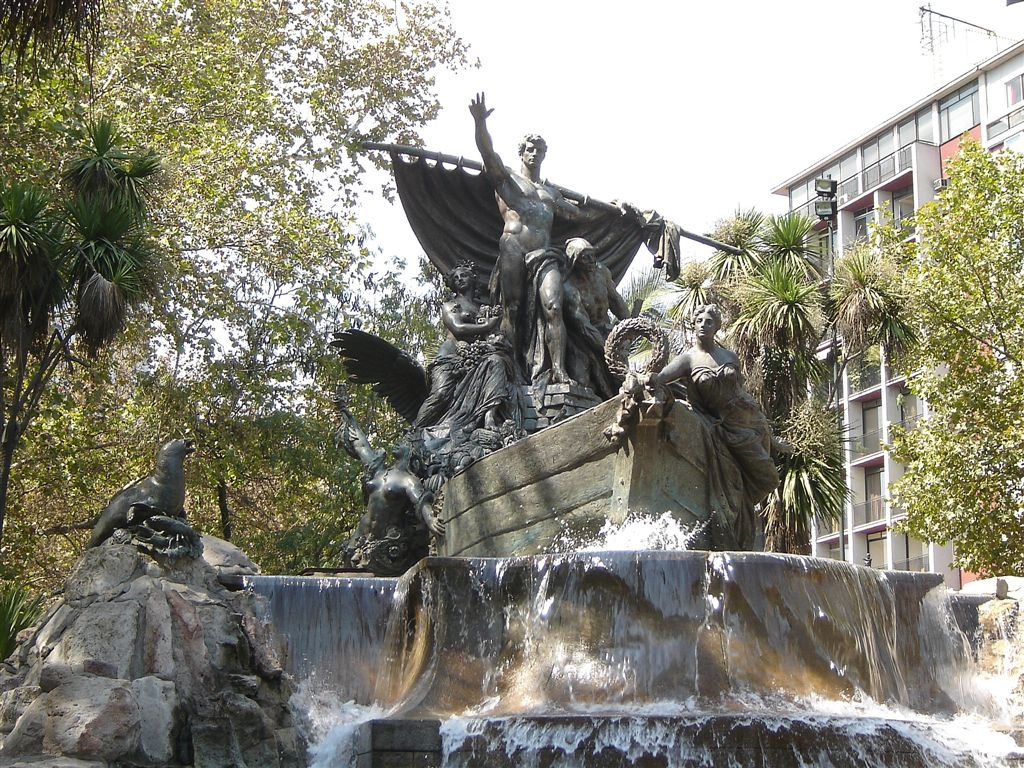
La Fuente Alemana de Santiago, donada por la comunidad germano-chilena en 1912, y restaurada en 1997 para conmemorar los 150 años de la inmigración alemana en Chile.

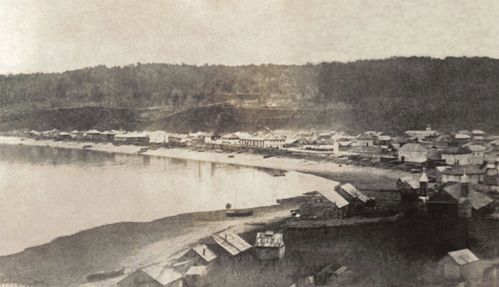
Puerto Montt en 1862. Junto con Valdivia y Osorno, es una de las ciudades símbolo de la colonización alemana en Chile. (Fotografía tomada por Hans Steffen, explorador y geógrafo alemán contratado por el Gobierno de Chile).

Desde la época de la Colonización existe registro de la primera inmigración germana en territorio chileno. Bartolomé Blumenthal, carpintero de oficio oriundo de Núremberg, se unió a la expedición de Pedro de Valdivia a Chile en 1540, como pequeño financista de la campaña. Él es reconocido como el primer alemán en establecerse en Chile; no obstante, durante los tres siglos posteriores bajo dominio del Imperio español, hubo una presencia muy escasa de alemanes en la Capitanía General de Chile. Algunos casos aislados durante este período son los del conquistador Pedro Lísperguer y del sacerdote jesuita Bernardo Havestadt.
Por otra parte, existe durante la época virreinal, en el actual territorio de Chile, un caso tradicionalmente considerado como negativo, que involucra a una mujer con ascendencia alemana, es el caso de La Quintrala, fémina muy famosa por su enorme atractivo físico, pero al mismo tiempo por su crueldad.
También, en otro ámbito, durante el siglo XVIII, un grupo de más de cuarenta sacerdotes jesuitas de origen germano arribaron a Chile, gracias a la licencia que obtuvo para ello el padre Carlos Haymhausen. En 1748 arribaron 48 misioneros, entre quienes estaban Francisco Greuber, carpintero, Jacobo Kellner, escultor, y Jorge Lanz, escultor y artífice. Seis años después llegaron Juan Hogen y José Mezner, también carpinteros. Estos carpinteros, escultores y artífices, de formación germana, contribuyeron a la renovación estilística de retablos y otros objetos artísticos.

### SigloXIX
| Inmigrantes llegados a Chile entre 1846 y 1904 |                      |         |                      |
| Período                                        | Total de inmigrantes | Período | Total de inmigrantes |
| 1846-50                                        | 215                  | 1875-79 | 499                  |
| 1851-55                                        | 1.600                | 1880-84 | 1.135                |
| 1856-60                                        | 1.520                | 1885-89 | 1.398                |
| 1861-65                                        | 559                  | 1890-94 | 961                  |
| 1866-70                                        | 192                  | 1900-04 | 22                   |
| 1871-74                                        | 368                  | Total   | 8469                 |

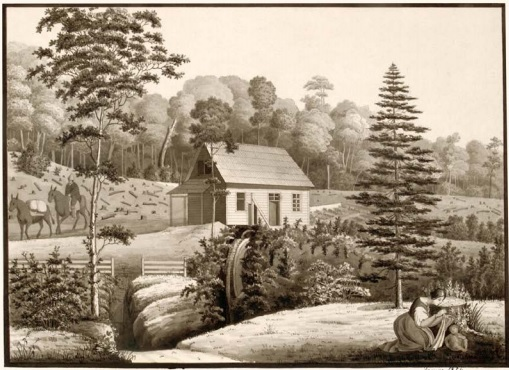
Fundo San Juan en La Unión hogar de la familia Philippi en el año 1856

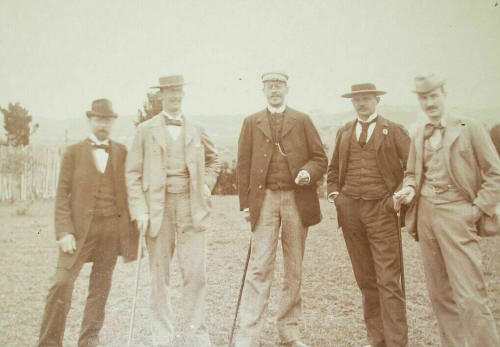
Hans Steffen (al centro) y el equipo de estudios limítrofres en expedición al río Aysén, 1897.

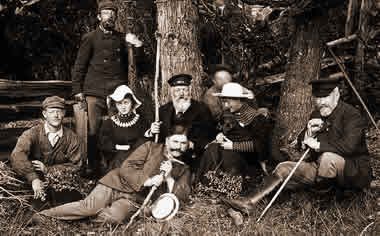
Fotografía en la que se aprecia a Ricardo Kruger al centro de la imagen, recostado sobre su brazo izquierdo, conocido por defender la soberanía de Chile de los territorios patagónicos occidentales. Junto a la familia Eberhard.

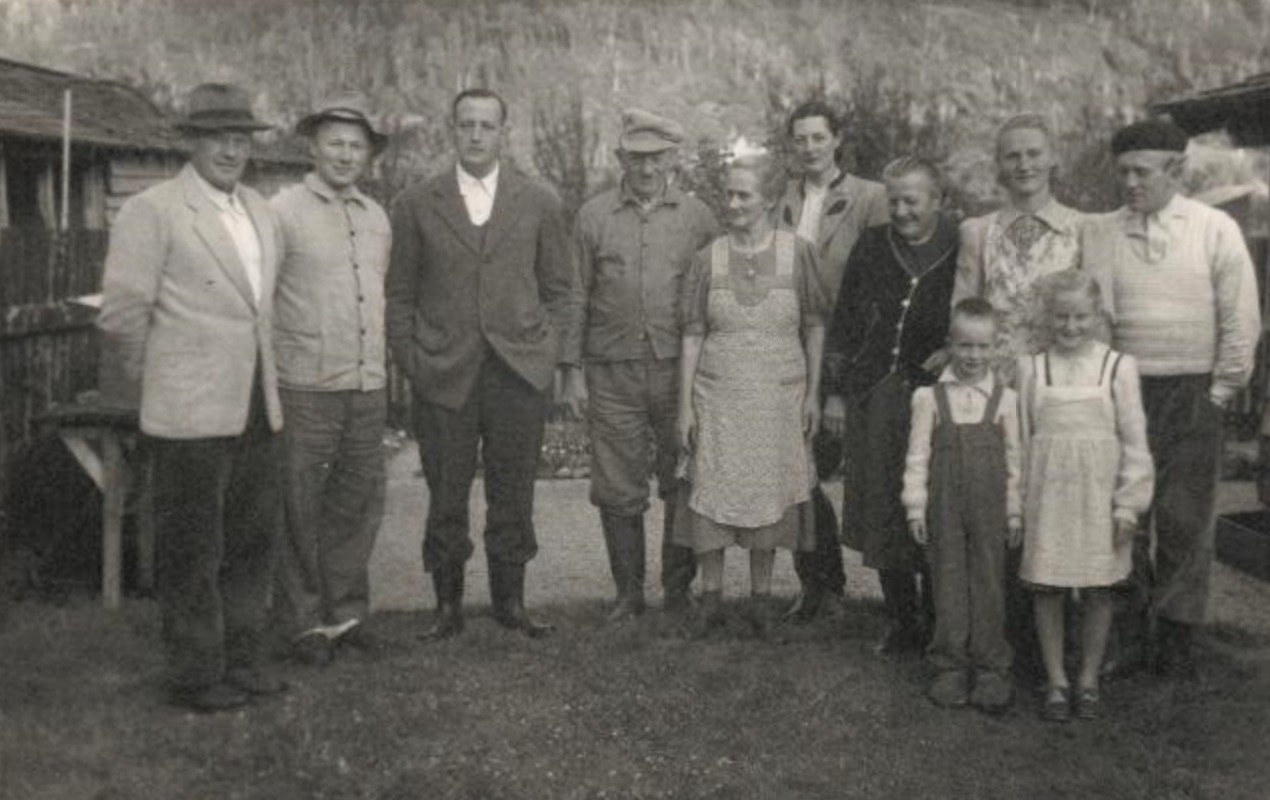
Familia de colonos alemanes en la Región de Aysén en 1951.

El origen de la inmigración alemana masiva al país se remonta a la denominada "Ley de Inmigración Selectiva" de 1845, que tenía por objetivo atraer a profesionales y artesanos para colonizar zonas del sur de Chile, entre las actuales regiones de Los Ríos y Los Lagos (proceso conocido como la Colonización de Llanquihue). La labor fue encargada a Vicente Pérez Rosales por mandato del entonces presidente Manuel Bulnes. Uno de los principales motivos de la inmigración extranjera al servicio del Gobierno chileno en el sur del país, fue la necesidad de expandir el territorio habitado por chilenos tras la independencia, a fin de proteger la soberanía ante cualquier intento de ocupación desde el exterior.
Los potenciales emigrantes padecían en su país las consecuencias de la Revolución alemana de 1848-1849, la cual no produjo la tan anhelada república, sino que guio a la nación alemana bajo el dominio prusiano, lo cual provocó una gran desilusión en parte de la población educada de tales estados alemanes, que no formaban un país unificado sino un conjunto de pequeños estados; y en el caso de Bohemia en Austrohungría la razón fue la invasión prusiana en la llamada «guerra de los tres meses». Se gestó así la atmósfera propicia para que muchos habitantes de Bohemia en Austrohungría y de Sajonia, Baviera, Alsacia, Silesia y otros lugares en Alemania consideraran seriamente la posibilidad de emigrar al Nuevo Mundo.
A principios de siglo XIX, los poblados chilenos de la zona eran la ciudad de Valdivia y Osorno, y los pequeños poblados de La Unión y Río Bueno. También cerca de lo que sería Puerto Montt existían 3 poblados centenarios: Calbuco, Maullín y Carelmapu, cuyos habitantes tuvieron una participación gravitante en la instalación de las colonias alemanas. El resto del territorio tenía habitantes dispersos,  principalmente familias huilliches, y existían grandes zonas deshabitadas, cubiertas de bosques y pantanos, a pesar de esto, los colonos se encontraron en zonas bajo condiciones climáticas y de entorno natural de similares características a las que existen en Europa Central, lo que les permitió adaptarse con cierta prontitud sin mayores dificultades.
Una vez en Chile, los inmigrantes germanos lograron desarrollar una serie de actividades económicas, cambiando el panorama de las zonas sureñas de Llanquihue, Osorno y Valdivia. Una gran muestra de este espíritu constructivo y de su compromiso con su nueva patria adoptiva la dio Carlos Anwandter, cuando proclamó, al llegar, en nombre de todos los colonizadores:

«Seremos chilenos honrados y laboriosos como el que más lo fuere, defenderemos a nuestro país adoptivo uniéndonos a las filas de nuestros nuevos compatriotas, contra toda opresión extranjera y con la decisión y firmeza del hombre que defiende a su patria, a su familia y a sus intereses. Nunca tendrá el país que nos adopta por hijos, motivos de arrepentirse de su proceder ilustrado, humano y generoso...»
Carlos Anwandter, inmigrante alemán, 18 de noviembre de 1851

La expansión y el desarrollo económico de Valdivia se limitó a principios del siglo XIX. Para estimular el desarrollo económico, el gobierno de Chile inició un programa de inmigración muy centrado con Vicente Pérez Rosales como representante del gobierno. A través de este programa, miles de alemanes se asentaron en la zona, quienes incorporaron la tecnología moderna de entonces y los conocimientos técnicos para desarrollar la agricultura y la industria. Algunos de los nuevos inmigrantes se quedaron en Valdivia, pero a otros se les dio tierras forestales, que despejaron para granjas.
En 1886 fue fundado en Valdivia el primer periódico en alemán de dicha ciudad, Valdivias Deutsche Zeitung, convirtiéndose en medio de comunicación para la colectividad alemana residente.
A partir de 1883, luego de la ocupación de la Araucanía, se inició un nuevo proceso de colonización en las tierras conquistadas bajo el amparo del Estado chileno, en el cual se asentaron numerosos inmigrantes, mayoritariamente europeos, entre los cuales alemanes, suizos y austriacos constituían uno de los grupos mayoritarios, además de españoles, ingleses, franceses, italianos, entre otros. En total, hasta 1901 habían llegado 36 000 europeos, 24 000 contratados por la agencia de colonización y 12 000 llegados por sus propios medios. Entre las principales colonias donde se congregó la inmigración de habla alemana cabe destacar las de Contulmo, Humán, Ercilla, Faja Maisan, Nueva Imperial, entre otras. De igual forma, a partir de 1895 se inició un proceso de colonización europea en el archipiélago de Chiloé, donde los inmigrantes de habla alemana constituyeron el grupo más importante.

### SigloXX

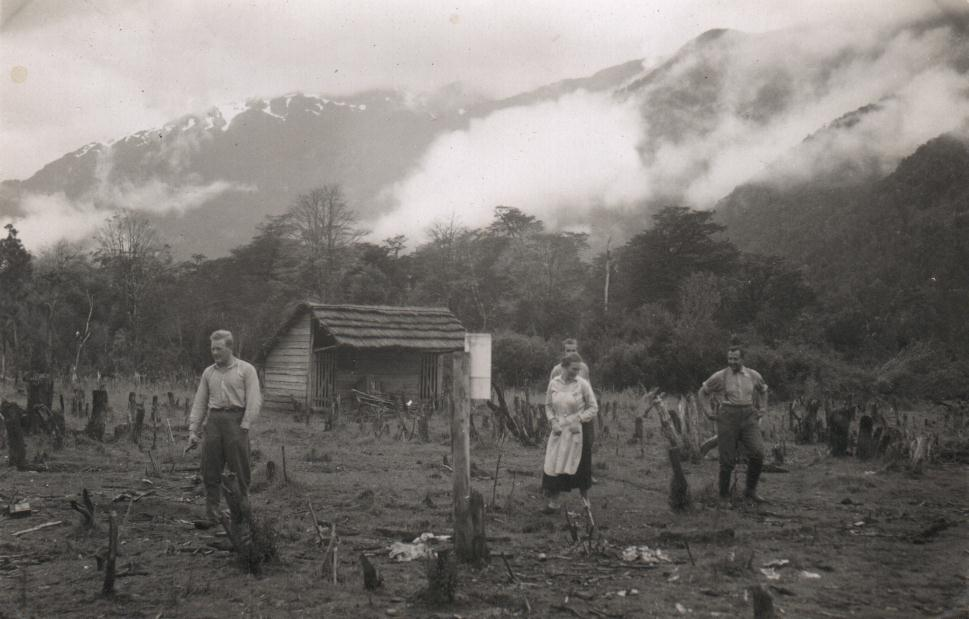
Colonos alemanes en Puyuhuapi, Región de Aysén en 1930.

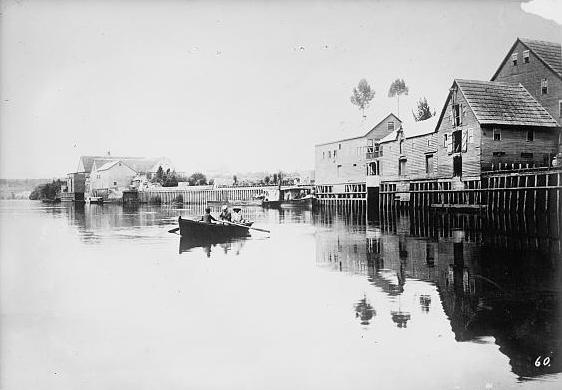
Valdivia a principios del.

Cientos de alemanes continuaron migrando a Chile, sobre todo después de la primera y Segunda Guerra Mundial, cuando su país quedó sumido en una profunda crisis política y social. Hacia fines del siglo XIX y comienzos del XX, un grupo importante de alemanes asentados en la zona de Llanquihue, y sus descendientes, cruzaron la cordillera y fundaron lo que hoy es San Carlos de Bariloche, en Argentina, estableciendo una fuerte relación comercial y cultural con Chile. Hacia fines del siglo XIX, el mayor asentamiento se ubicaba en las nacientes del río Limay. El primer poblador no aborigen de la región fue el bohemio José Tauschek quien llegó junto a su familia en 1892 proveniente de la zona del volcán Osorno en Chile, sin embargo un accidente sobre su balsa mientras navegaba el río le arrebató la vida apenas 8 años después. Para entonces, ya se había asentado el chileno Jorge Hube y el poblador Carlos Wiederhold Piwonka (un colono chileno proveniente de la zona de Puerto Montt, en Chile) ya tenía establecido un almacén en la zona que hoy ocupa la ciudad y desarrollaba una destacable actividad comercial con la zona aledaña de Chile, y en su honor, el Congreso Argentino le dio a esta ciudad el nombre oficial de San Carlos de Bariloche. En 1918 la colectividad alemana como aporte a la salud inauguró la Clínica Alemana de Santiago con un edificio ubicado en la calle Dávila en la comuna de Recoleta hasta 1973 cuando la clínica inauguró su actual establecimiento en la comuna de Vitacura en ese entonces en las afueras de la ciudad, siendo uno de los primeros centros de salud privados de Chile.
En 1929, la Caja de Colonización Agrícola — antecesora de la Corporación de la Reforma Agraria (Cora) — adquirió el Fundo San Javier de Malloco, de propiedad del político y agricultor Pedro Correa Ovalle, con el fin de subdividir las 430 hectáreas de extensión en 43 parcelas de agrado de 10 hectáreas cada una. El gobierno chileno dispuso colonizar ese territorio con el fin de hacerlo productivo. Para ello, bajo el gobierno de Carlos Ibáñez del Campo fueron enviados agentes colonizadores chilenos a la República de Weimar (actual Alemania), siguiendo la política de colonización germánica del Sur de Chile durante el siglo XIX, con el fin de encontrar ciudadanos alemanes que tuvieran las competencias para realizar el desarrollo urbano y agropecuario de Malloco, siendo considerado como un lugar estratégico para estos fines, debido principalmente, a su proximidad con Santiago. Ya en mayo de ese año, la colonia contaba con 280 personas, en su mayoría familias provenientes de Baviera y otros lugares del Sur de Alemania.  Los colonos, de mayoría católica, contribuyeron en la edificación de la primera capilla que fue el origen de la Parroquia de Sankt Michael en Providencia, el único templo católico de Santiago de habla alemana.
A mediados de la década de 1930, la mayor parte de la tierra de cultivo en torno a las ciudades de Valdivia y Osorno habían sido reclamadas. Algunos inmigrantes alemanes se movieron más hacia el sur a lugares como Puyuhuapi en la región de Aysén, donde fue importante el trabajo del explorador Augusto Grosse y de trabajadores contratados en Chiloé.
Posteriormente, se produjo una nueva oleada de inmigrantes alemanes que se estableció a lo largo de todo el país, especialmente en Temuco, Santiago y las principales zonas comerciales, como en el caso de Horst Paulmann, quien, tras fundar un pequeño almacén en la capital de la Región de la Araucanía, logró formar Cencosud, uno de los consorcios empresariales más grandes del subcontinente. Otro caso es el de Artel, empresa dedicada al rubro de librería, arte, dibujo y papelería, que fue creada por descendientes alemanes que se instalaron en las cercanías de Osorno.
Tras la Segunda Guerra Mundial exnazis intentaron escapar hacia América del Sur, incluyendo Chile. Entre ellos destaca el coronel de las SS y criminal de guerra Walter Rauff, quien falleció en Chile a pesar de fallidos intentos de la República Federal de Alemania para extraditarlo. Aparentemente, el número preciso de ex-nazis que se escondieron en Chile es desconocido y puede representar un potencial tema de interés de investigación histórica.

## Influencia alemana en la cultura chilena

### Aportes al sistema educativo
El sistema de educación pública creado por Prusia, a partir del siglo XVIII, introdujo considerables cambios en la teoría pedagógica. Hacia fines del siglo XIX se manifestó de parte de las autoridades chilenas, sobre todo durante el gobierno de Balmaceda, entusiasmo por las ideas pedagógicas alemanas. Con el fin de conocer mejor estas ideas el gobierno chileno envió al educador José Abelardo Núñez a Alemania, quien se interesó especialmente por el sistema disciplinado de formación educativa allí prevaleciente. Al alero del carácter normativo de la pedagogía herbartiana, tributaria de Johann Friedrich Herbart y el modelo de Universidad de Humboldt, se apelaría a una formación de tipo disciplinaria que adhiere el principio humboldtiano “Bildung durch Wissenschaft” (formación a través de la ciencia). También se implementaran prácticas experimentales de la psicología y de la pedagogía dentro de la formación, como nuevas formas de “gobierno” y de “disciplina” en el aula.
Bajo este nuevo paradigma se fundaría en 1889 el Instituto Pedagógico de la Universidad de Chile, con el objetivo de formar profesionalmente al profesorado de la educación secundaria. El primer cuerpo académico de dicha institución estaba constituido por un chileno, Enrique Nercasseau y Morán, y por los profesores alemanes:
- Jorge Enrique Schneider (pedagogía, filosofía, lógica, metodología, moral y filosofía de las ciencias);
- Juan Steffen (historia y geografía);
- Federico Hanssen (filología, gramática general, lingüística, latín, griego, francés, inglés, alemán, retórica e historia literaria);
- Reinaldo Von Lilienthal (aritmética, álgebra, geometría, trigonometría y mecánica, quien estuvo unos meses en Chile y retornó a Alemania, donde se destacó como uno de los más grandes matemáticos de su época. Fue reemplazado por Augusto Tafelmacher, quien ejerció hasta 1907);
- Federico Johow, notable botánico, quien fue designado como primer director del Instituto Pedagógico (ciencias naturales, biología, zoología, botánica e higiene);
- Federico Albert Botánico, paleontólogo y ornitólogo, profesor de Ciencias naturales
- Rodolfo Lenz (gramática); y
- Alfredo Beutell (química y mineralogía).

Si bien los profesores alemanes realizaron trabajos de investigación, lo hicieron más bien a título individual. No era su rol formar investigadores, ni escuelas científicas, sino profesores secundarios, y cumplieron en forma brillante su tarea.
El alejamiento de los primeros alemanes provocó una crisis educacional y un deterioro tal en la formación de los profesores que, en 1929, el gobierno optó por una nueva contratación de académicos extranjeros. De los nuevos profesores alemanes contratados en esa época, la mayor parte retornó a su patria al poco tiempo. Sólo dos de ellos se avecindaron definitivamente en Chile: el matemático Carlos Grandjot y el químico Fernando Oberhauser y la labor que desarrollaron durante tres décadas de docencia e investigación marcó la enseñanza de sus respectivas disciplinas en el país.

### Reforma de la educación femenina

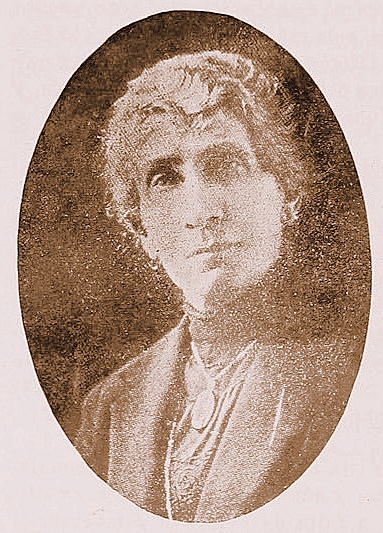
Guillermina Von Kalchberg, docente y autora del texto "Los Liceos de Niñas".

A fines del Siglo XIX la educación femenina tuvo un especial impulso con la creación en 1886 de la Escuela Normal de Preceptoras de Santiago, a cargo de un grupo de docentes germanas, encabezado por las educadoras Teresa Adametz y Guillermina Von Kalchberg.
Posteriormente, Guillermina Von Kalchberg, pedagoga formada en Viena e invitada por el Gobierno de Chile en 1884, quien tras haber ejercido la dirección del Liceo de Niñas de Tacna (entonces bajo jurisdicción chilena) y de los Liceos N.º 5 y N.º 2 de Santiago, asumió en 1911 el cargo de "Visitadora" de los liceos de niñas del país que, en la jerarquía de la enseñanza femenina, era el más alto que existía entonces en Chile. Dio cuenta de tal labor, en su libro de 1915 titulado precisamente Los Liceos de Niñas, por medio del cual hace presente las necesidades administrativas y educativas que urgían en la educación pública femenina en el Chile de principios del siglo XX. En 1901 ya había publicado "Biología e Higiene", texto de enseñanza para escuelas normales y liceos que constituye uno de los primeros libros escolares escritos por mujeres en Chile, obra claramente influenciada en la corriente del higienismo surgida en Europa a mediados del siglo XIX. En mayo de 1920 la Universidad de Chile la reconocería como Profesora de Estado en la asignatura de alemán. La Vistadora Von Kalchberg ejercería dicho cargo hasta el año 1923. Falleció en Santiago en febrero de 1941.

### Prusianización del Ejército
El ejército del imperio alemán tuvo gran influencia en el Ejército de Chile, ya en las campañas militares durante la guerra del Pacífico, hubo presencia de militares alemanes en el bando chileno, el más destacado de ellos, sería el capitán Otto von Moltke, muerto en la batalla de San Juan, en Chorrillos. A fines del siglo XIX, el ejército chileno adoptó la formación y tradiciones militares prusianas, principalmente tras la Guerra Civil de 1891, gracias a la llegada de instructores militares alemanes como Gunther von Bellow y Hermann Rogalla von Biberstein.

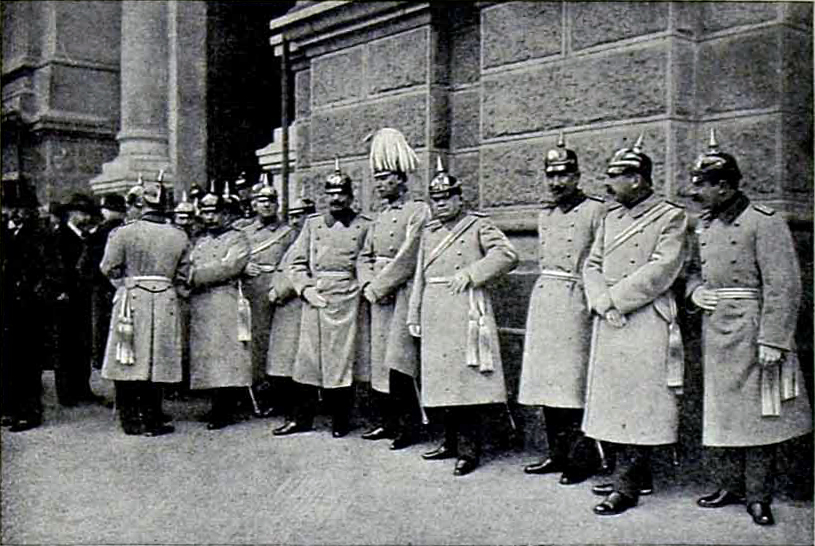
Oficiales chilenos con uniforme prusiano, 1920

Tras la derrota francesa en la guerra franco-prusiana (1870), cambia el paradigma del Ejército de Chile, estableciendo como modelo el prusiano, lo que explica sus uniformes, disciplina, verticalidad del mando, enseñanza y similitudes generales con la cultura militar prusiana. La decisión de adoptar tal disciplina militar fue del presidente Domingo Santa María contratando al oficial prusiano Emilio Körner, dada su experiencia como docente en la Escuela de artillería e ingenieros de Charlottenburg, haciéndolo responsable del entrenamiento del ejército. Desde 1900 hasta 1910,  Emilio Körner fue comandante en Jefe del Ejército de Chile, sentando las bases del modelo actual del Ejército. El general Körner se encuentra sepultado en un mausoleo especial en la Escuela Militar del General Bernardo O'Higgins. También fueron relevantes otros militares prusianos y chilenos como; Hans Edler von Kiesling, Jorge Boonen, entre otros. Durante este proceso de modernización denominado prusianización se profesionalizó la formación de la oficialidad con la creación de la Academia de Guerra y la modernización de los planes de estudios de la Escuela Militar. También se instauró durante este periodo el Servicio militar obligatorio. En 1899 se comenzó a utilizar el casco prusiano con punta y desde 1903 se adoptó el uniforme basado en el modelo alemán. Entre los instructores alemanes llegados a Chile cabe destacar los nombres de Otto Zippelius, Hans von Kiesling, entre otros.
El ministro de Guerra, en su memoria 1895/1896, expresaba: 

«Séame permitido consignar en este lugar, el homenaje de especial gratitud al ilustre soberano del Imperio Alemán, S.M. el emperador Guillermo II, por la distinción dispensada a nuestro país, permitiendo que oficiales alemanes viniesen a ingresar en el Ejército de Chile en calidad de instructores y que oficiales chilenos fuesen a instruirse en el Ejército Alemán, lo que no puede dejar de establecer una corriente provechosa y simpática de estrecha unión entre ambos Ejércitos»... «Los oficiales alemanes han sido ocupados como instructores en los establecimientos de educación en las zonas militares, en los Cuerpos del ejército permanente y prestarán servicios valiosos en los cuadros de instrucción para la Guardia Nacional».

### Industria y comercio
La influencia alemana en la industrialización chilena fue significativa, especialmente en el sur del país, donde se produjo una importante colonización alemana. Esta colonización trajo consigo conocimientos técnicos, empresariales y culturales que impulsaron el desarrollo industrial en diversas áreas, como la agricultura, la industria cervecera y la manufactura. Así también, capitalistas, inversores y técnicos alemanes jugaron un rol significativo en la industria minera en el norte del país, principalmente en la explotación del salitre.
A comienzos del siglo XX al menos unos 1100 ciudadanos alemanes vivían en la ciudad de Antofagasta, varios de ellos ligados a las operaciones salitreras. De entre los capitalistas destacaron las figuras de Henry Brarens Sloman, quien llegó poseer oficinas salitreras en los cantones de Taltal y El Toco, además de la línea de vapores Kosmos, entre Hamburgo y Chile. Así también destacaron Hermann Fölsh y Federico Martin.

### Desarrollo científico

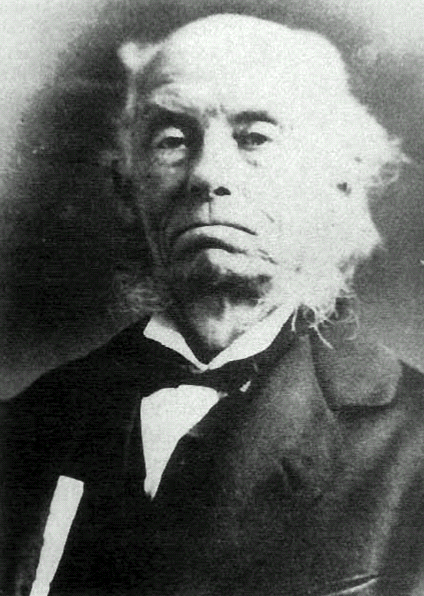
Rudolfo Philippi, sabio y naturalista alemán

Entre los inmigrantes alemanes llegaron profesionales, en su gran mayoría dedicados a la ciencia. Los científicos alemanes influyeron ampliamente en la educación chilena, fundando centros de estudio, ocupando cargos en universidades, etc. Así también en el reconocimiento de especies, tanto de la flora y la fauna, en la exploración del territorio, en el desarrollo industrial y económico, entre otras muchas áreas.
Los hermanos Bernardo y Rudolfo Philippi, y el hijo de este último, Federico, descubrieron, clasificaron y describieron especies de todo tipo y también exploraron el entonces desconocido territorio chileno. A ello se suman los aportes de Federico Albert, Hans Steffen, Federico Johow, Karl Friedrich Reiche, Franz Wilhelm Neger, Konrad Peters Caspers, Juan Brüggen, Werner Gromsch Nath, Augusto Grosse, Peter Paul von Bauer, Jochen Kummerow, entre otros. Aparte de los inmigrantes, hubo viajeros alemanes que dejaron impresiones sobre Chile en sus diarios de viaje u obras científicas, entre los que se puede mencionar a Adelbert von Chamisso (1816), Eduard Poeppig (1826-1829), Carl Ochsenius (1848), F. Gerstaecker (1849), Paul Treutler (1852-1863), Friedrich Leybold (1865) y Luis Darapsky (1881).
En el campo de la medicina es digno de mencionar el médico y científico alemán Max Westenhofer (1871-1957), discípulo de Rudolf Virchow y profesor de patología en la Universidad de Berlín, contratado por el gobierno de Chile en 1908 como profesor de la Facultad de Medicina de la Universidad de Chile para modernizar la anatomía patológica en Chile. Max Westenhofer retornaría a Chile en tres oportunidades para finalmente establecerse en Chile, que consideró su segunda patria. La influencia del profesor Westenhofer se extendió a la educación médica, especialmente en patología y salud pública, influyendo en destacados médicos chilenos como el Dr. Ismael Mena en la Universidad de Chile y el Dr. Roberto Barahona Silva, fundador del departamento de anatomía patológica de la Pontificia Universidad Católica de Chile.
En Ciencias Sociales, en ámbitos como la lingüística, filología, etnología, antropología y arqueología, se pueden mencionar a los alemanes Rodolfo Lenz, Friedrich Hanssen, Florian Lobeck, Max Uhle, Francisco Fonck, a los misioneros Ernesto Wilhelm de Moesbach, Félix José de Augusta y Sebastián Englert que escribieron obras relevantes sobre el mapudungun, y sobre la Isla de Pascua, este último, y los austriacos Martín Gusinde y Grete Mostny.

### Gastronomía

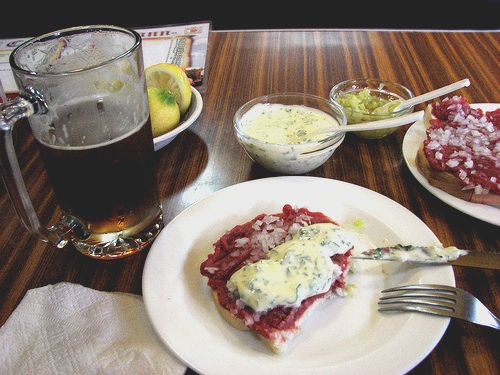
La carne fresca cruda se considera un típico plato germano-chileno similar al mett en Alemania. La imagen es del Café Haussmann en Valdivia.

La influencia de la cultura alemana también ha tenido repercusiones en la cocina chilena. Esta tendencia es especialmente evidente en el campo de los postres y pasteles. El kuchen fue introducido por los colonos a la zona sur y se convirtió en una tradición muy arraigada. En Chile, se llama usualmente «kuchen» al obstkuchen ('kuchen de fruta'), donde destaca el apfelkuchen ('kuchen de manzana'). También los hay de frutillas, murtas y otras frutas. El kuchen es uno de los pasteles favoritos que acompaña «las once», nombre que recibe la merienda chilena, sobre todo en el sur del país. De igual forma, se han incorporado el strudel, el berlín, la torta de Selva Negra (en alemán: Schwarzwälder Kirschtorte) y el pan de Pascua, entre otros. Además de platos como el chucrut, el asado alemán, los crudos y diferentes tipos de embutidos, marcan la influencia alemana en la cocina chilena. Con respecto a las bebidas, la producción de cerveza chilena tiene su origen y fuerte influencia en la cervecería alemana.

### Arquitectura
La primera influencia germánica en la arquitectura de Chile, la podemos encontrar a partir del siglo XVII, de la mano de los misioneros, en lo que va denominarse con posterioridad la Escuela chilota de arquitectura religiosa en madera. Durante el siglo XVIII, muchas de las construcciones existentes en el Archipiélago de Chiloé son transformadas o reconstruidas con la llegada a las islas de misioneros provenientes de lugares como Baviera, Hungría y Transilvania, con el fin de alzarlas como construcciones perdurables, basándose no sólo en la arquitectura y técnicas constructivas de sus países, sino que también en los modos de vinculación a la arquitectura preexistente insular de la población indígena, y las técnicas propias del archipiélago. Se observa en esta escuela un esfuerzo por trasladar formas, estructuras y ornamentación desde modelos dignos de imitación (construidos originalmente con otros materiales) para poder traducirlos en una versión en madera; testificándose en sus construcciones tanto las habilidades de los constructores, como su capacidad para moldear y maximizar el uso de los recursos naturales disponibles, siendo el ciprés y el alerce las materias primas fundamentales. Por ejemplo, para el caso de la iglesia de Achao, el exponente más antiguo, algunos autores indican que se aprecia un estilo arquitectónico derivado del rococó germánico utilizado en algunas iglesias y capillas presentes en Múnich, Tirol y Einsiedeln (Suiza).
A partir del siglo XIX, con la llegada de los colonos germanos, la fisionomía de los pueblos del sur de Chile, principalmente en las actuales regiones de Los Ríos, Los Lagos y Araucanía, se verá influenciada por los estilos arquitectónicos que estos trajeran. Lugares como Valdivia, Osorno, Puerto Varas, Puerto Montt, Frutillar, Contulmo, Faja Maisan, Nueva Braunau, entre otros, son claras muestras de aquello. Muchas de las primeras construcciones y casas típicas alemanas se conservan hasta nuestros días, como por ejemplo en la calle General Pedro Lagos, en Valdivia. A estas se suman otras construcciones a lo largo de Chile, como el Castillo Wulff, en Viña del Mar, el Palacio Schacht y el edificio de la Cervecería Ebner, en Santiago. Cabe destacar además el monumento Mirador Alemán, ubicado en la cumbre del cerro Caracol, a 80 metros de altura en la ciudad de Concepción. Corresponde a la única Torre Bismarck construida en América, de las aproximadamente 250 que se construyeron, entre 1869 y 1934 en honor al excanciller alemán Otto von Bismarck.

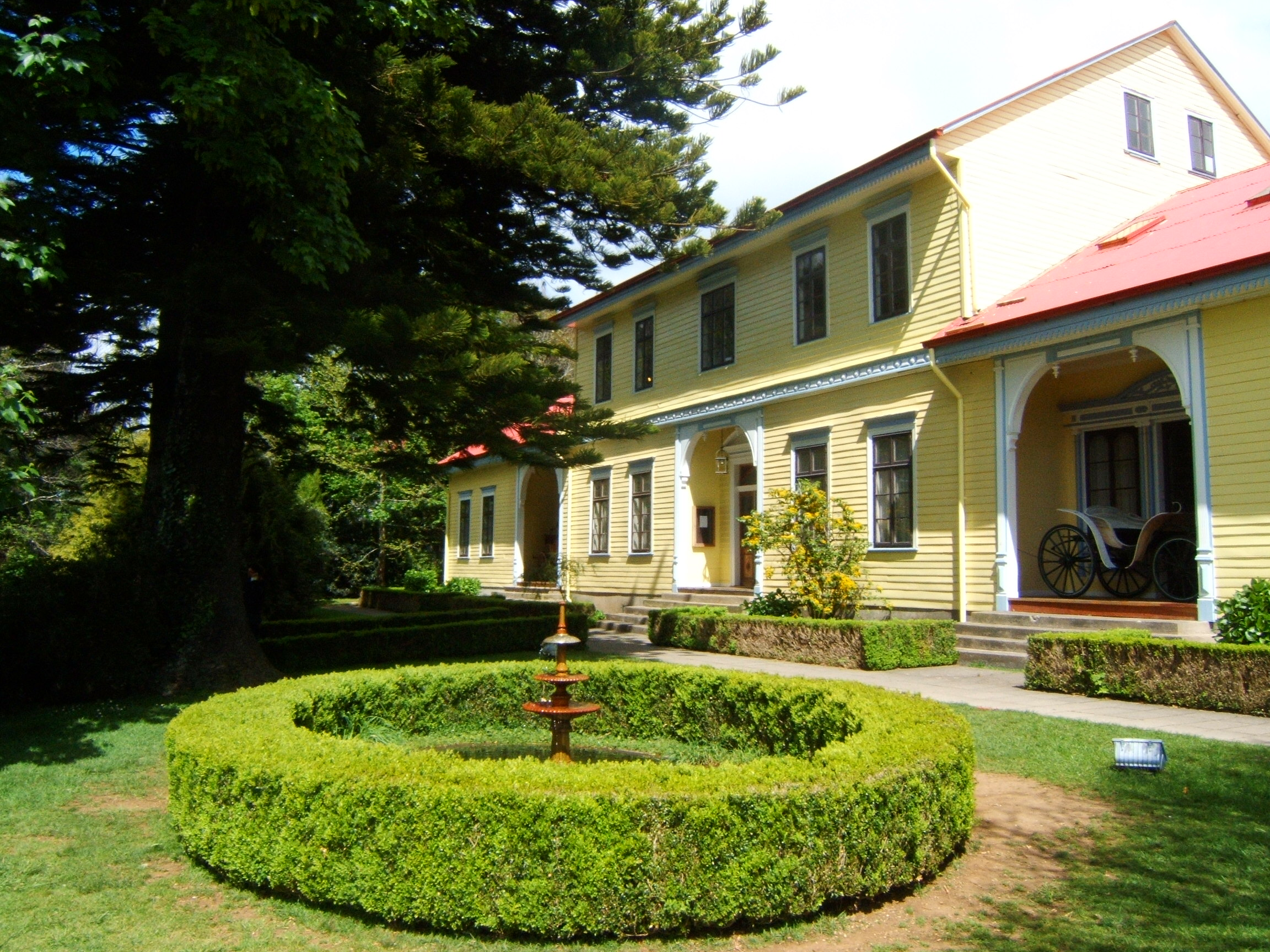
Casa Anwandter, Valdivia.
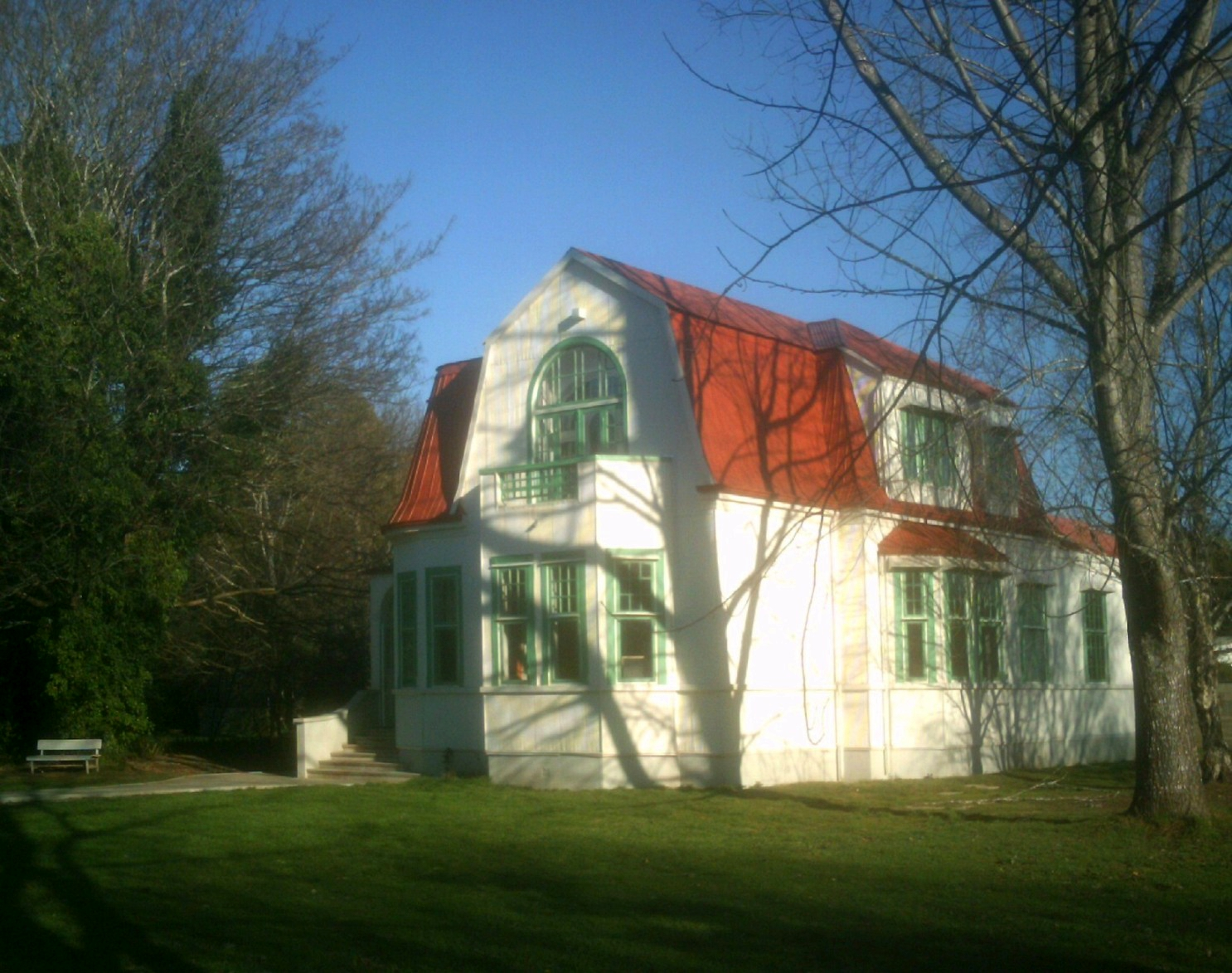
Museo Rudolfo A. Philippi, Valdivia.
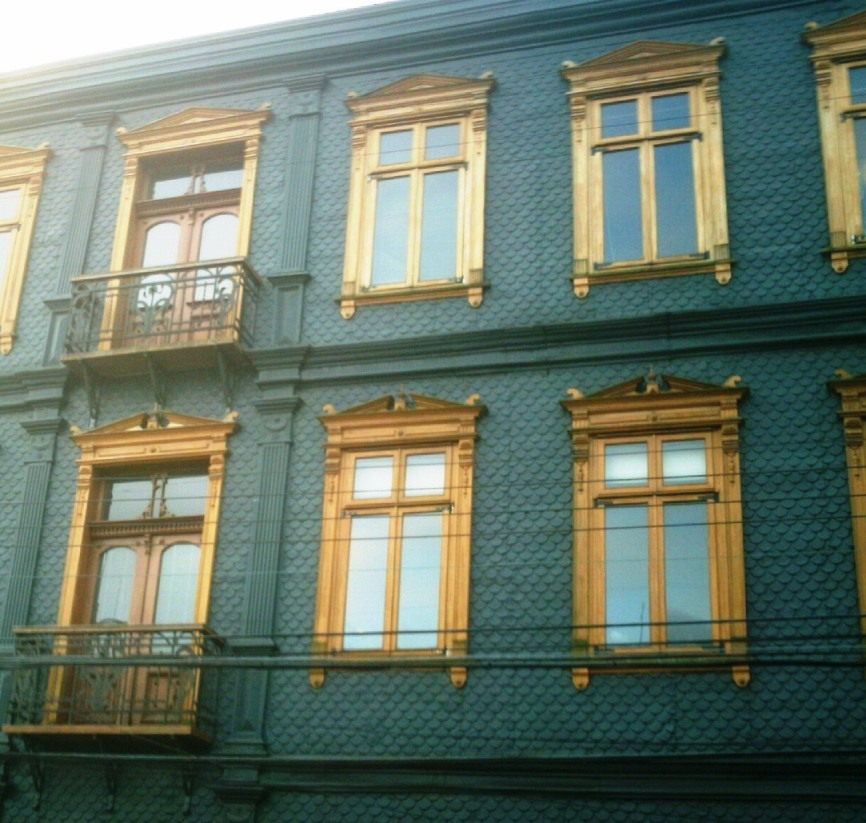
Hotel Schuster, Valdivia.
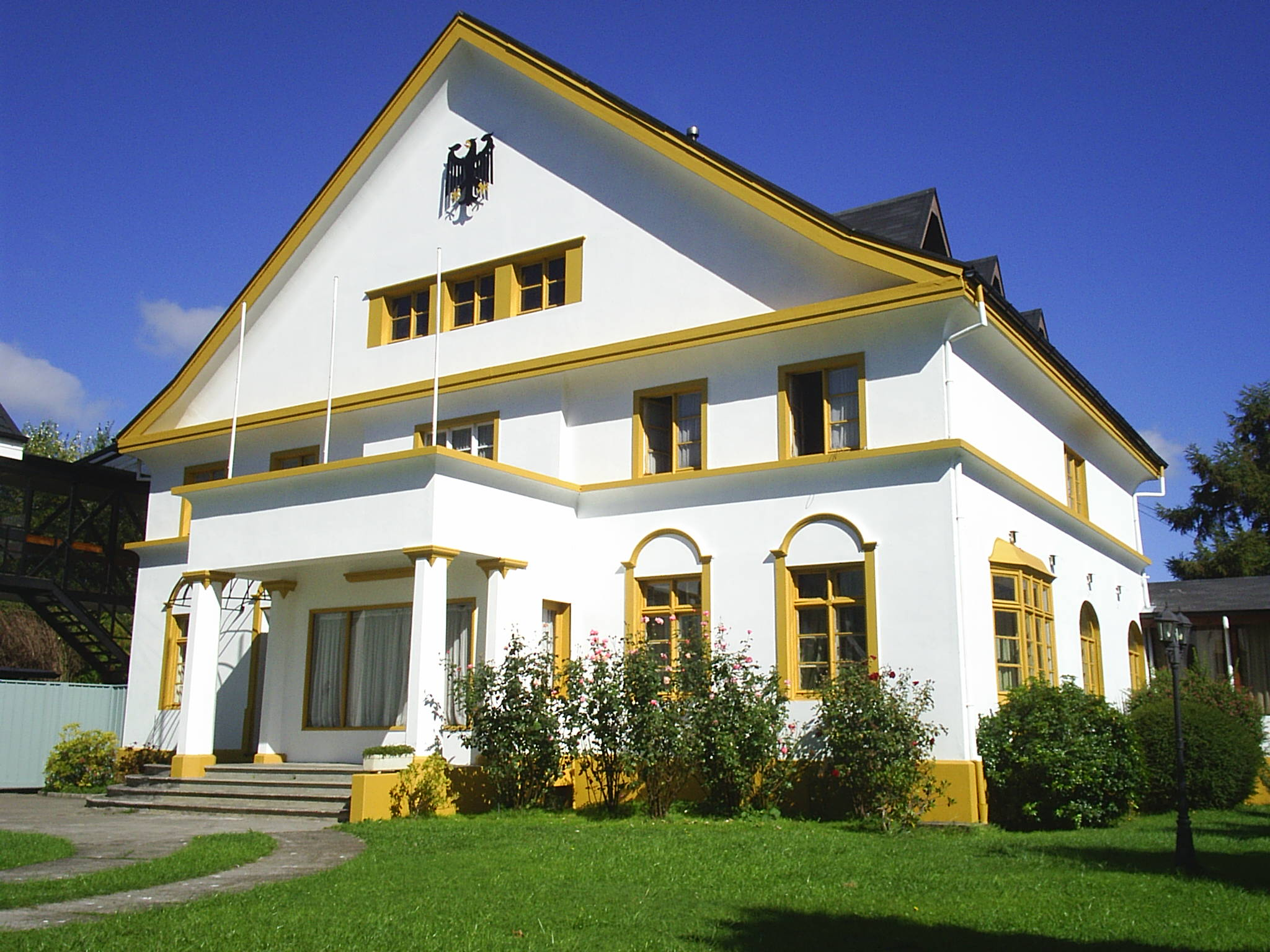
El edificio de la Segunda Compañía de Bomberos en Osorno
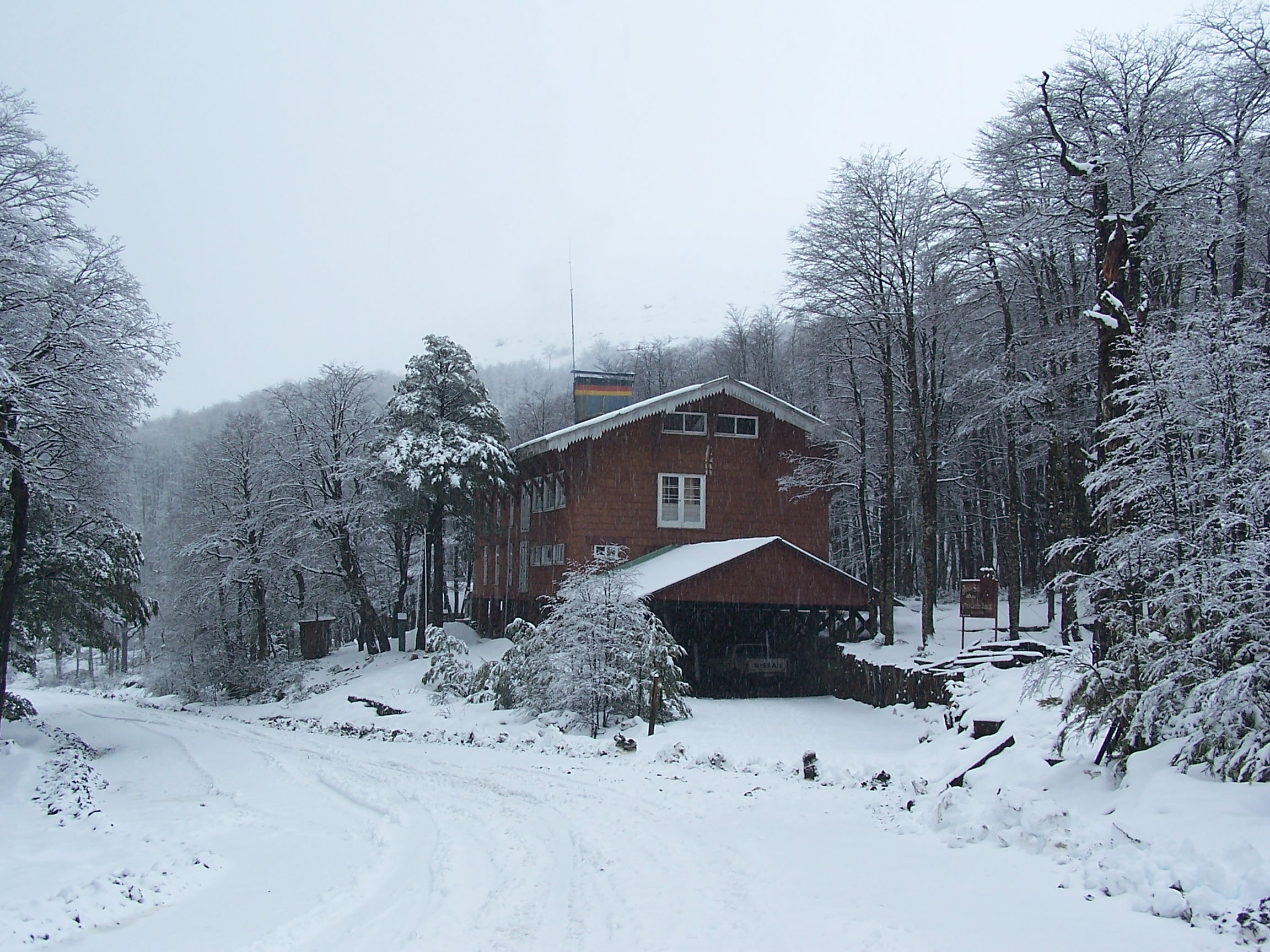
Refugio Otto Urban Baude del Colegio Alemán de Osorno, en Antillanca

### Música, artes y literatura

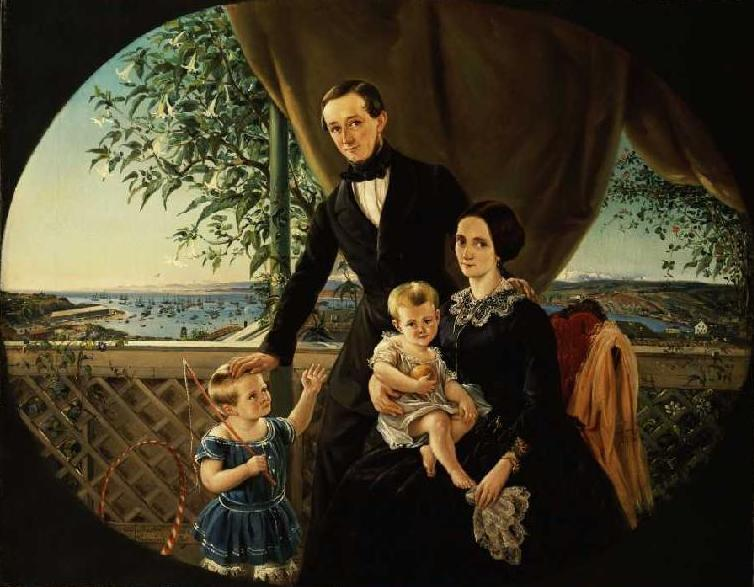
La Familia de Franz Hallmann en la Terraza de su Casa en Valparaíso, 1854. Pintado por Otto Grashof.

En el desarrollo artístico en Chile, figuran los nombres del pintor Ernesto Kirchbach, quien llegó a ser Director de la Academia de Pintura de Chile, entre 1869 a 1875, así como el de Mauricio Rugendas, cuyas pinturas y dibujos son un valioso testimonio de la vida popular del Chile del siglo XIX, o el de Theodor Ohlsen.
Entre los músicos, intérpretes y compositores alemanes que jugaron un papel relevante en el desarrollo de la música docta en Chile, podemos mencionar a la pianista María Pfaetterer-Hellstern y al compositor Federico Heinlein, quien obtuvo el Premio Nacional de Artes Musicales en 1986. La primera ópera chilena fue compuesta por Aquinas Ried, médico cirujano, compositor y dramaturgo de origen bávaro, que se había radicado en Chile. Fue él quien aborda crear por primera vez el género en tierras chilenas. Entrega en 1846 el manuscrito de la Telésfora, ópera heroica en tres actos, editada en la ciudad de Valparaíso. Esta ópera estaba escrita en castellano, lo que no era usual en la época. El texto estaba inspirado en las luchas por la independencia, lo que es otro factor que llamó mucho la atención, por desgracia, a causa de diversos inconvenientes no se pudo llevar a cabo la representación de este drama lírico, pero uno de sus coros, titulado '"Ea, campesinos, venid, fue arreglado por Guillermo Frick en 1855 y ejecutado con cierta regularidad. El mismo Aquinas Reid va a seguir cultivando el género el resto de su vida, entre 1860 y 1869 (año de su muerte), compone Il Grenatiere, Walhala y Diana, dejando fragmentos de otras cuatro obras en diferentes estadios de elaboración.

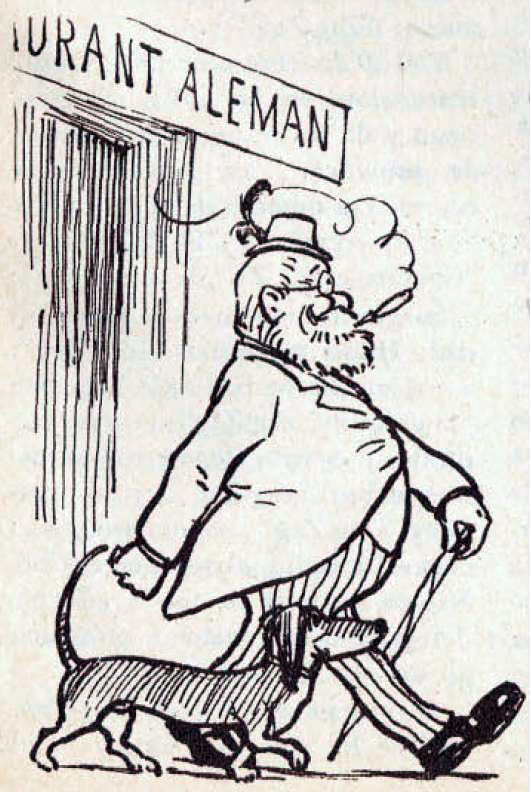
Federico Von Pilsener y su perro Dudelsackpfeifergeselle, de fray Pedro Subercaseaux (Lustig), considerado el primer personaje del cómic chileno.

A pesar de la rica tradición literaria en lengua germana el desarrollo de una narrativa o una poesía en alemán no tuvo gran desarrollo. A pesar de ello, como señala Clemente Riedemann los alemanes "produjeron una gran cantidad de literatura de registro con fines utilitarios en sus primeros cincuenta años de permanencia en el sur del país: reglamentos, periódicos, manuales, guías, recetarios, anuarios, diarios de vida, memorias, cartografías domésticas, etc". En 1886 fue fundado en Valdivia el primer periódico en alemán de dicha ciudad, Valdivias Deutsche Zeitung, convirtiéndose en medio de comunicación para la colectividad alemana residente.
La experiencia de la inmigración alemana inspiró por lo demás el nacimiento del personaje de ficción Federico Von Pilsener, protagonista de una tira cómica creada por Lustig, seudónimo de Pedro Subercaseaux, en 1906. Es considerado el primer personaje del cómic chileno. Por su parte, Pepo creó a Condor-Otto y Huevo-Fritz, variantes alemanas de Condorito y Huevoduro, que hablaban utilizando constantemente la letra G (Me paguese muy buena idea) y con la característica risa Oj-oj. Condor-Otto viste como un alemán de principios de siglo, mientras Huevo-Fritz lo hace como un campesino tirolés.

### Religión
Históricamente Chile había sido hasta mediado del siglo XIX un país mayoritariamente católico. La Iglesia católica no fue separada del Estado hasta 1925. El asentamiento de otras religiones en el país se debe principalmente a la inmigración, que en caso del luteranismo y las religiones evangélicas llegaron de mano de inmigrantes europeos, principalmente germanohablantes, primero a Valparaíso y luego en las regiones del sur de Chile.

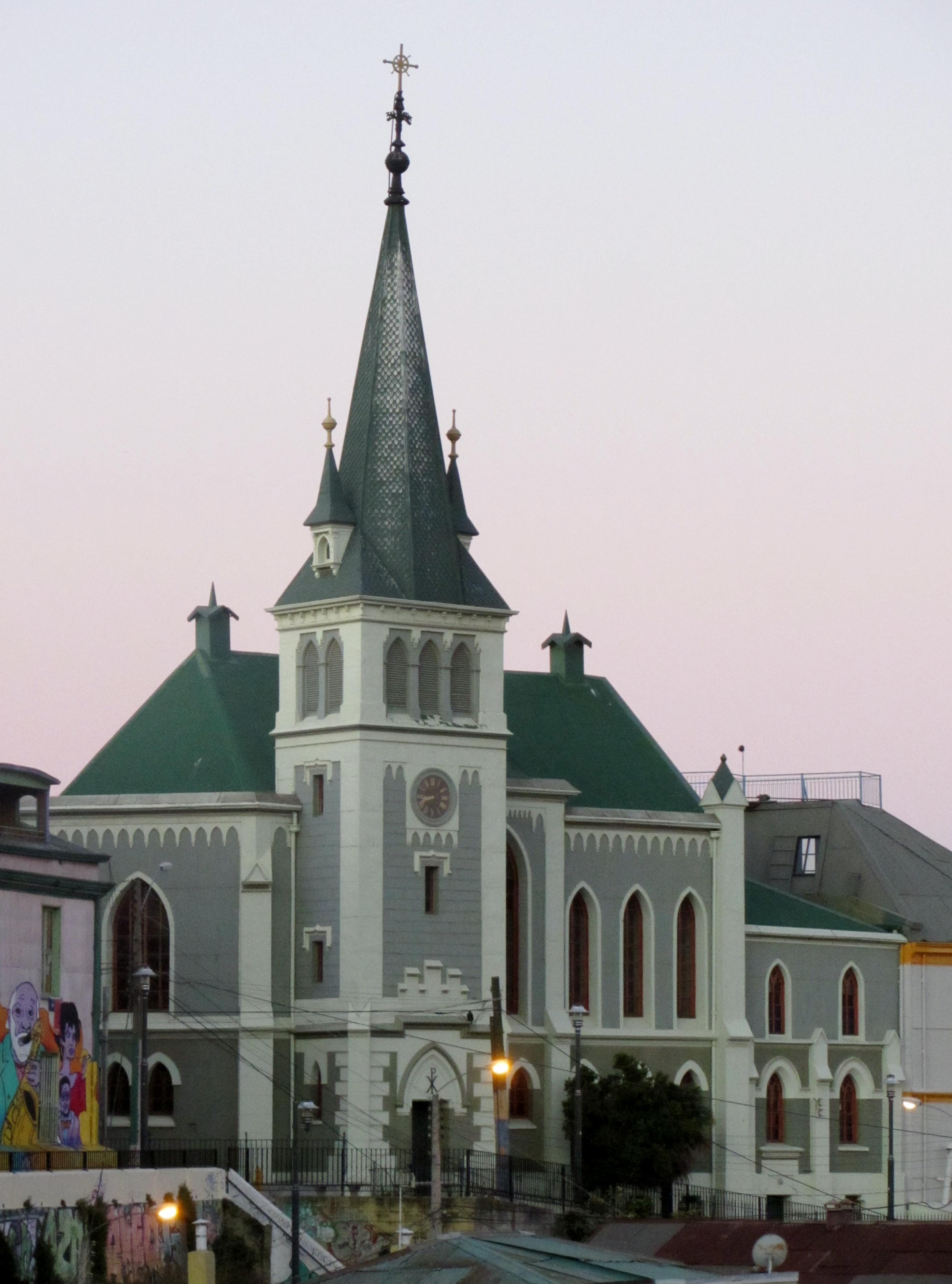
Iglesia luterana de Valparaíso. Vista al atardecer, 2015

El primer culto evangélico luterano en Valparaíso lo realizó en mayo de 1865 el pastor Alfred Tyska, quien se encargó de coordinar la conformación de la primera comunidad luterana en la región. El 7 de marzo de 1867 se instituyó formalmente la Deutsche Evangelische Kirche zu Valparaíso (Iglesia Evangélica Alemana de Valparaíso). La iglesia se disolvió el 15 de abril de 1879 en una asamblea general debido a una serie de problemas de inestabilidad, entre los que destacaba la fuerte recesión económica provocada por la guerra del Pacífico. Después de varios intentos poco exitosos de reanimar la comunidad evangélica, el 10 de agosto de 1890 se efectuó el primer culto de la nueva etapa de la iglesia evangélica alemana. El 7 de febrero de 1897 comenzó la construcción de un templo propio con la colocación de la primera piedra, bajo la dirección del pastor Theodor Schmidt y los arquitectos Hermanos Biederhäuser. La inauguración de la iglesia, con el nombre Iglesia luterana de Valparaíso (Comunidad Evangélica de La Santa Cruz),  se celebró el 1 de enero del año siguiente, convirtiéndose en la primera iglesia protestante en edificar un templo con torre y campanario en toda Sudamérica.
También se debe destacar la labor realizada por religiosos, misioneros, monjas y sacerdotes católicos de origen alemán, principalmente en la zona sur del país. A comienzos de 1849, por encargo del Gobierno de Chile llegó un grupo de misioneros de la provincia Capuchina de Roma para retomar la evangelización del pueblo mapuche, luego de una intensa labor y la fundación de una serie de misiones los capuchinos italianos se retiraron en 1890. A partir de 1896 la última oleada de misioneros llegó a la Araucanía desde la provincia Capuchina de Baviera. Sumadas a las misiones anterioras los misioneros alemanes conformaron una red de 26 misiones, entre las que fundaron destacan las de Padre Las Casas, Villarrica, Panguipulli, Lonquimay, Cunco, Coñaripe, Budi y Vilcún. Asimismo, la Iglesia de Sankt Michael es el único templo católico perteneciente a la comunidad germanoparlante de Santiago que realiza todos sus servicios en alemán.

## Descendientes de alemanes en Chile

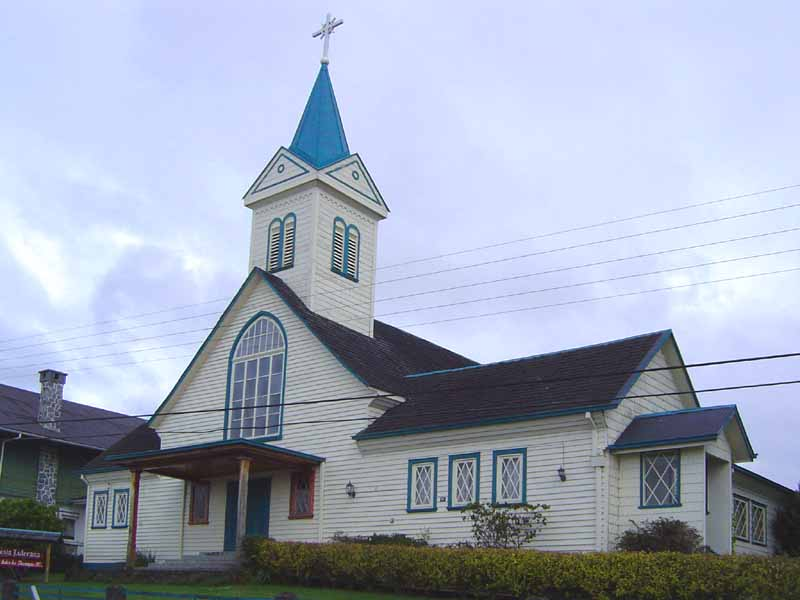
Iglesia Luterana en Frutillar.

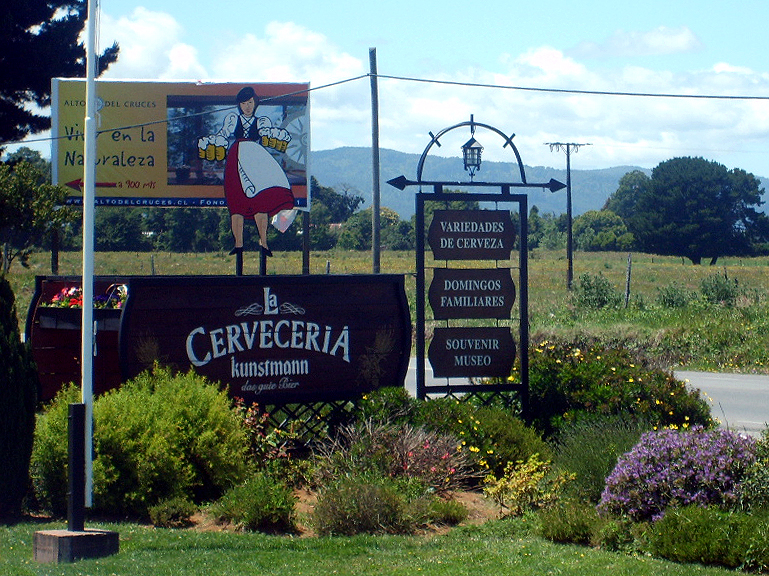
Cervecería Alemana Kunstmann, en Valdivia.

Resulta muy difícil contabilizar la cantidad actual de descendientes de alemanes en Chile. A principios del siglo XX, se estimaba que un 1,27% de la población llevaba algún apellido de origen germano, ocupando el primer lugar de frecuencia entre los apellidos cuyo origen era distinto al español, que aglutinaba alrededor del 94,98 % (para tal estimación se tomó como muestra un total de 167 400 nombres sin analizar apellidos de origen indígena). En 1993, un estudio de la Universidad Europea Viadrina situó entre 150 000 y 200 000 a los germanodescendientes en Chile (entre 1,2 y 1,6 % de la población chilena). En 2011, la Cámara Chileno-Alemana de Comercio (Deutsch-Chilenische Industrie und Handelskammer), estimó que 500 000 personas descendendían de alemanes, de un total poblacional de 17 millones (3 % de la población chilena).
Lugares como Frutillar, Puerto Varas, Puerto Octay, Contulmo, Osorno y Valdivia aún conservan tradiciones, arquitectura, gastronomía y un importante número de descendientes, ya que muchos de los descendientes de los primeros colonos y de posteriores migraciones todavía viven en la zona y sus alrededores, formando parte importante de la sociedad. Varias de estas ciudades aún mantienen algunas construcciones coloniales con arquitectura alemana, gracias al esfuerzo de organismos públicos y privados.
Respecto al idioma, se estima que alrededor de 40 000 personas lo utilizan diariamente; sin embargo, otras estimaciones cifran en aproximadamente 20 000 el número de germanófonos en el país.

## Colonia Dignidad
A diferencia de países como Argentina, Brasil y Venezuela, donde los colonos alemanes se asentaron en múltiples comunidades semiautónomas, en las cuales se preserva hasta el día de hoy su lengua y cultura, en Chile los germano-chilenos se han asimilado en su mayoría a la cultura chilena contribuyendo activamente en diversas áreas. Distinto es el caso de Villa Baviera, inicialmente conocida como Colonia Dignidad. Dicha comunidad fue fundada por Paul Schäfer, quien huyó de Alemania en 1961 por acusaciones de abusos sexuales infantiles. A su llegada a Chile estableció en las cercanías de Parral una sociedad benefactora denominada "Dignidad", la cual llegó a contar con cerca de 500 habitantes y prestaba servicios gratuitos a los lugareños; sin embargo, también fue centro de detención y tortura en tiempos de la dictadura de Augusto Pinochet. Además, en sus dependencias se abusaba sexualmente de niños y algunos eran torturados.
La Colonia, al contar con autoabastecimiento con el trabajo del campo, hospital, escuela, pista de aterrizaje, e incluso búnkeres y armas, era absolutamente autónoma y cerrada para el resto del país. Los colonos alemanes vivían encerrados bajo un régimen de terror y fanatismo religioso dirigido por Schäfer. Tras el fin del régimen militar en 1990, Colonia Dignidad fue sometida a investigaciones policiales y judiciales lo que condujo a la huida de Schäfer a Argentina, donde posteriormente sería detenido y extraditado a la justicia chilena. Schäfer moriría en prisión en 2010 y muchos de los ex-colonos alemanes de Dignidad retornarían posteriormente a la República Federal de Alemania.  El caso remeció tanto a Chile como al país germano. Villa Baviera existe hasta el día de hoy, e intenta dejar atrás su pasado enfocándose en el turismo por medio de un hotel y un restaurante.

## Relaciones entre Alemania y Chile

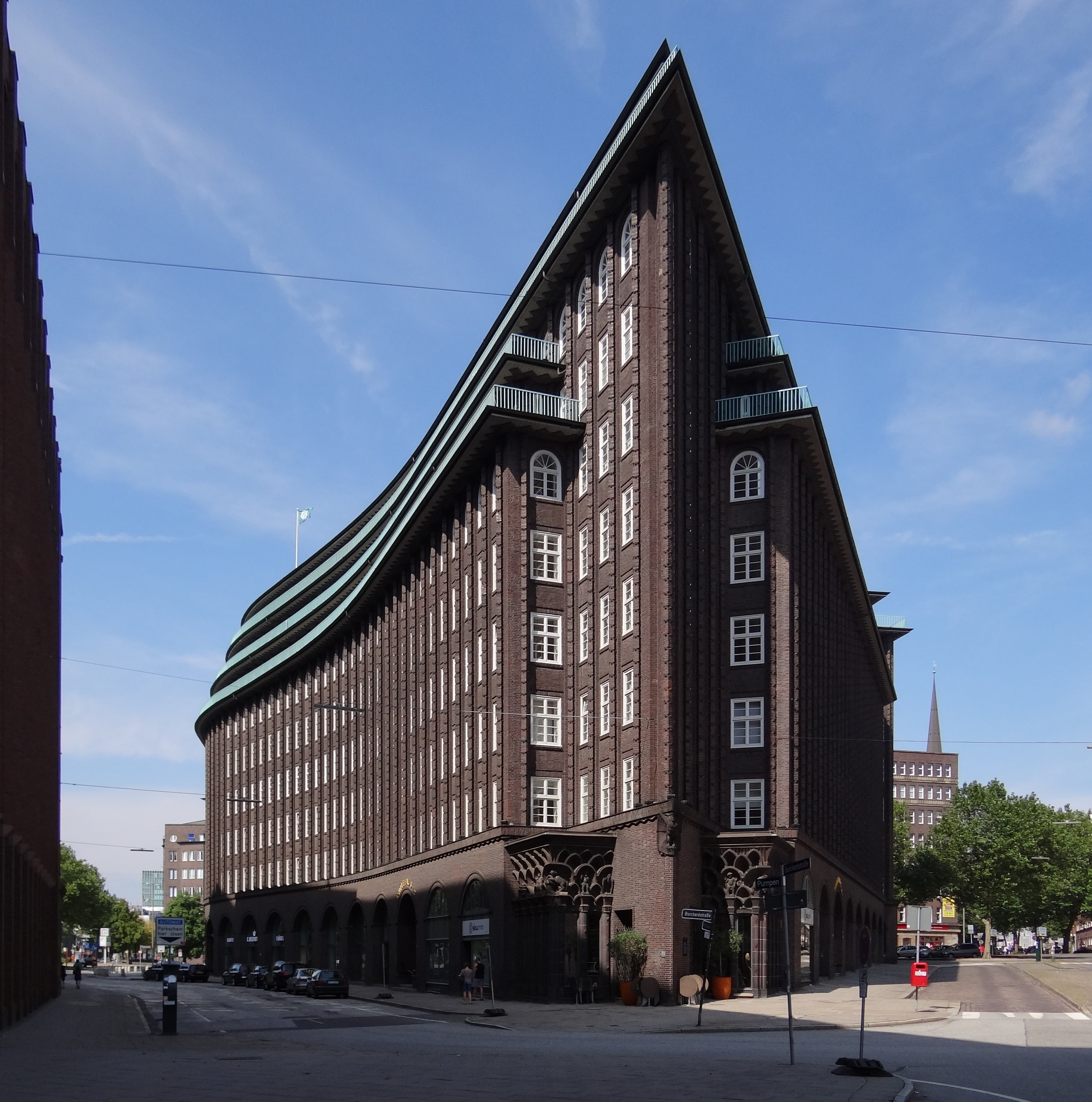
Chilehaus, edificio en Hamburgo, Alemania.

Las relaciones entre Chile y Alemania y la influencia que esta última ha tenido sobre Chile, han dejado una serie de obras y hechos, entre los que vale la pena mencionar:
- El establecimiento de la Cámara Chileno-Alemana de Comercio e Industria (Deutsch-Chilenische Industrie und Handelskammer).[48]
- El establecimiento de 22 colegios alemanes a lo largo de Chile con el apoyo del Gobierno Alemán.[49]
- La Confederación de Asociaciones Estudiantiles Chileno-Alemanas (Bund Chilenischer Burschenschaften).[50]
- El Instituto Goethe Chile.[51]
- Liga Chileno-Alemana de Cultura (Deutsch-Chilenischer Bund).[52]
- El Instituto Superior Alemán de Comercio, INSALCO.[53]
- El Instituto Profesional Alemán Wilhelm von Humboldt (LBI).[54]
- El periódico chileno-alemán Cóndor.[55]
- La influencia alemana en el Ejército de Chile a fines del siglo XIX a cargo de instructores militares alemanes como Emilio Körner.
- La fundación del Club Alemán de Excursionismo de Valparaíso en 1909 y del Club Alemán Andino de Santiago en 1924.
- La influencia alemana en la patología y medicina chilena, especialmente bajo el influjo del profesor Max Westenhofer, tradición continuada en la Universidad de Chile por el doctor Ismael Mena y en la Pontificia Universidad Católica de Chile por los doctores Roberto Barahona Silva y Benedicto Chuaqui Jahiatt.[56]
- La inmigración alemana al sur de Chile a fines del siglo XIX y después de la Segunda Guerra Mundial.
- Colonización y desarrollo de la ciudad de Osorno, Puerto Montt, Valdivia y los alrededores.
- La Confederación de Compañías Chileno-Alemanas de Bomberos (Verband der Deutsch-Chilenischen Feuerwehrkompanien)
- La historia de las relaciones navieras entre los puertos de Valparaíso y Hamburgo durante el siglo XIX y parte del siglo XX, las que se reflejan en Alemania en el edificio llamado Chilehaus (Casa de Chile) ubicado en Hamburgo. Terminado en 1924 por el arquitecto Fritz Höger, el edificio fue diseñado con la forma de una proa de barco, referencia al comercio marítimo entre Alemania y Chile. El edificio además conmemora la recuperación económica de Alemania tras la Primera Guerra Mundial.[57] De la misma manera, en Valparaíso existe un pintoresco restaurante de estilo marinero llamado Hamburg el cual fue establecido por Wolfgang Scheuber, un marino mercante alemán retirado.[58][59]

### En alemán
- BLANCPAIN Jean-Pierre, Les Allemands au Chili (1816-1945), Köln, Bölhau Verlag, 1974, XXXII-1162 p, 14 p. de pl.
- Karl Appl: Geschichte der evangelischen Kirchen in Chile. Erlanger Verlag für Mission und Ökumene, Neuendettelsau 2006, ISBN 3-87214-616-5.
- CONVERSE Christel, « Die Deutschen in Chile», en Fröschle, Harmut (Hrsg), Die Deutschen in Lateinamerika, Schicksal und Leistung, Darmstadt, Horts Erdmann Verlag, Tübingen, 1979, pp. 301-372.
- Karl Ilg: Pioniere in Argentinien, Chile, Paraguay und Venezuela. Durch Bergwelt, Urwald und Steppe erwanderte Volkskunde der deutschsprachigen Siedler. Tyrolia-Verlag, Innsbruck 1976, ISBN 3-7022-1233-7.
- Max Matter: Lied und Populäre Kultur. Jahrbuch des Deutschen Volksliedarchivs. Sonderband, Jahrgang 53: Populäres Lied in Lateinamerika. Waxmann, 2008, ISBN 978-3-8309-2075-5.
- Katharina Tietze de Soto: Deutsche Einwanderung in die chilenische Provinz Concepción, 1870–1930. Vervuert, Frankfurt am Main 1999, ISBN 3-89354-162-4.
- Fritz Mybes: Die Geschichte der aus der deutschen Einwanderung entstandenen lutherischen Kirchen in Chile. Von den Anfängen bis zum Jahre 1975. Archiv der Evangelischen Kirche im Rheinland, Düsseldorf 1993, ISBN 3-930250-00-4.
- Irmtrud Wojak: Exil in Chile. Die deutsch-jüdische und die politische Emigration während des Nationalsozialismus 1933–1945. Berlin 1994, ISBN 3-926893-25-7.

### En español
- COUYOUMDJIAN B. Ricardo, REBOLLEDO H. Antonio, Bibliografía sobre el proceso inmigratorio en Chile, desde la Independancia hasta 1930, Santiago de Chile, Instituto Panamericano de Geografía e Historia, 1984, pp. 121-187.
- ----, Los Alemanes en Chile (1816-1945), traducción de Luis Enrique Jara. Santiago de Chile, Ediciones Pedagógicas Chilenas y Editorial Universitaria, 1985, 209 p.
- Gerardo J. Ojeda Ebert: Deutsche Einwanderung und Herausbildung der chilenischen Nation (1846–1920). Fink, München 1984, ISBN 3-7705-2239-7.
- GUARDA Gabriel, Cartografía de la colonización alemana. 1846-1872, Editorial Universidad Católica de Chile. Santiago, 1982.
- PERI FAGERSTROM René, Reseña de la colonización en Chile. Editorial Andrés Bello. Santiago, 1989

### En inglés
- YOUNG Georg, The Germans in Chile: Immigration and Colonization, 1849-1914, New-York, Staten Island: Center for Migration Studies of N.Y, 1974, 236 p.